# 원한의 팔도 사나이
원한의 팔도 사나이는 한국에서 제작된 편거영 감독의 1970년 영화이다. 박노식 등이 주연으로 출연하였고 신상옥 등이 제작에 참여하였다.

## 출연

### 주연
- 박노식
- 안인숙
- 장혁
- 사미자

## 제작진
- 조명: 장기종
- 미술: 박석인